# Valencia (autonom region)
Valencia (valencianska: València, Comunitat Valenciana; inofficiellt País Valencià – spanska: Comunidad Valenciana; País Valenciano) är sedan 1977 en autonom region i Spanien. Huvudstad är Valencia. De officiella språken är valencianska (en varietet av katalanska) samt spanska.
Regionen består av tre provinser: Castellón (Castelló), Valencia (València) och Alicante (Alacant).

## Historia
Ursprunget till dagens region dateras tillbaka till kungadömet Valencia, grundat år 1233. Jakob I (Jaume I) ledde den gemensamma katalanska och aragoniska återerövringen av den islamiska taifan Al-Andalus i Balansiya och Denia. Den beryktade riddaren El Cid förde styrkorna som till slut erövrade området. Kungadömet Valencia (Regne de Valencia) var ett fritt land inom den aragoniska kronan fram till år 1707. Då avskaffade den förste bourbonske kungen av Kastilien och Aragonien konstitutionen, språket, institutionerna samt lagarna inom dessa kungadömen för att underordnade dessa den kastilianska strukturen. Han skapade därmed det centraliserade kungadömet Spanien. 
Det första försöket till självstyre för regionen Valencia i modern tid var under den andra spanska republiken år 1936, men det spanska inbördeskriget bröt ut och försöket avbröts. Valencia förklarades nyligen officiellt för nation, efter en tvådelad reform av Valencias autonomistatut.
Valencias autonomistatus förklarar kastilianska (spanska) och valencianska som officiella språk. Även om den spanska konstitutionen från år 1978 tvingar spanska medborgare i Spanien att kunna spanska så ger statuten valenciskan ett särskilt skydd som den autonoma regionens eget språk (llengua pròpia).
Den officiella flaggan i regionen har fem röda streck på gul botten samt guldkrönad blå kant. Det rödgula kan härledas till La senyera, den heraldiska symbolen för kungen av den aragoniska kronan, som idag även används i Aragoniens, Kataloniens, Balearernas och flera andra regioner och städers flaggor och vapen.
Territoriet blev en autonom region 1982 och gränserna blev i stort sett de som fanns under den aragoniska kronan.
Till följd av ett våldsamt regn blev regionen i oktober 2024 utsatt för en katastrofal översvämning

## Geografi
Valencia gränsar i norr till Katalonien, i väster till Aragonien och Kastilien-La Mancha och i söder till Murcia. Hela östkusten vetter mot Medelhavet, mellan floden La Sénia i norr till floden La Segura i söder sträcker sig kustremsan 518 kilometer lång. I regionen ingår även öarna Columbretes och Nova Tabarca. Nordväst om regionen är exklaven Rincón de Ademuz beläget. Dessa gränser speglar i stort kungadömet Valencias gränser.
I norr ligger det Iberiska bergssystemet, i söder Béticobergen och de centrala delarna består av bergsområden, högplatåer och slätter. i den nordligaste provinsen Maestrazgo ligger de högsta bergen i regionen. Peñagolosa når 1 813 meter över havet och många anser att det är det högsta berget. Calderón i Rincón de Ademuz når dock 1 839 meter. I detta område finns även Gavilán (1 747 meter), La Cruz de los Tres Reinos (1 555 meter) och Tortajada (1 541 meter). Ytterligare ett berg som når över 1 500 meter ligger i La Marina, norr om Alicante, Aitana (1558 meter).
Kustområdena Costa Blanca och Costa del Azahar ingår i Valenciaregionen.

### Större floder
- Turia
- Júcar
- Segura

På 1950-talet leddes floden Turias utlopp om efter stora översvämningar. Staden Valencia ligger vid flodens mynning och drabbades mycket hårt. Numera går Turiaflodens utlopp strax söder om staden, och den uttorkade delen är ombyggd till ett uppskattat rekreationsområde mitt i centrala Valencia.

### Klimat

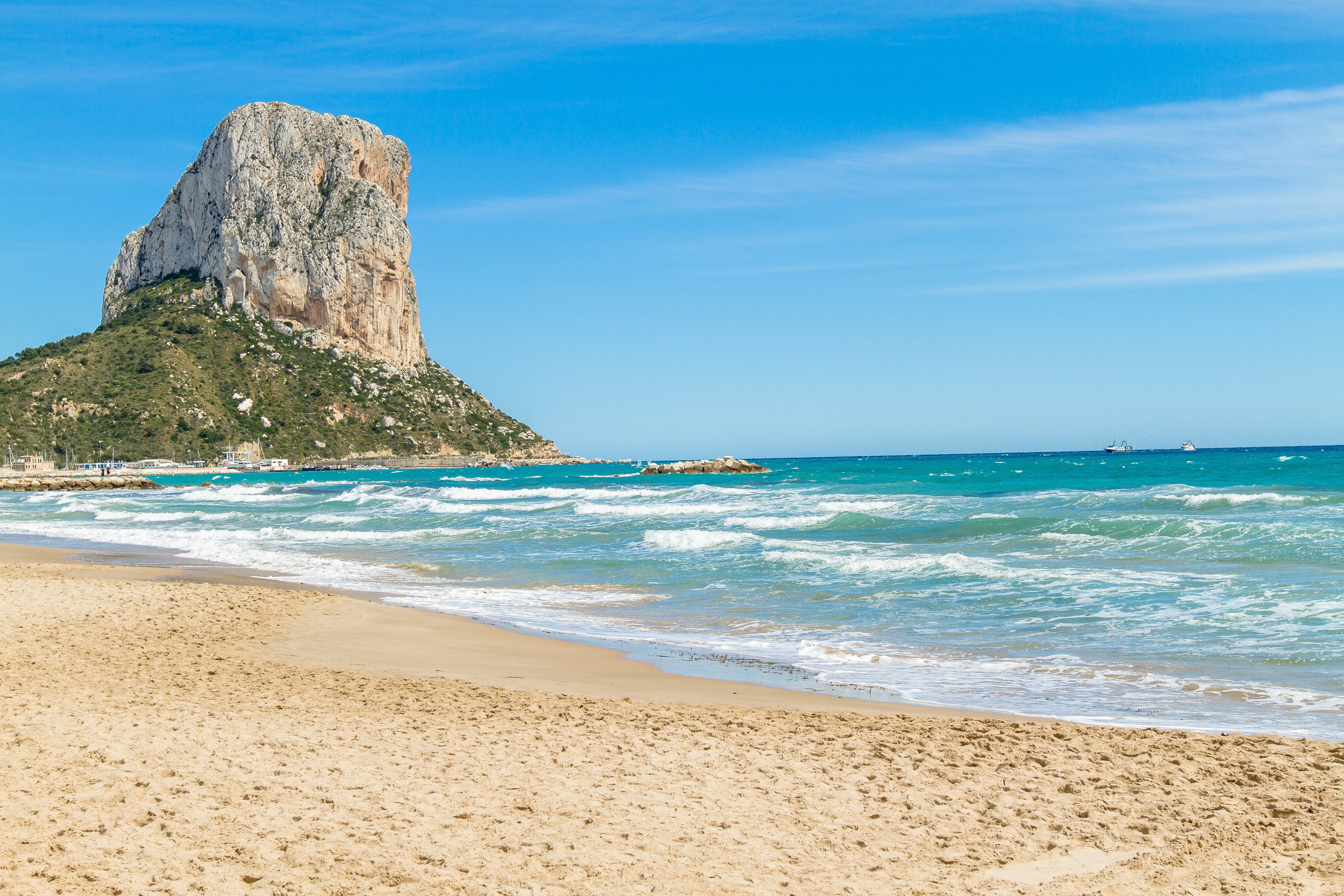
Nationalparken Penyal d'Ifac

Hela kusten ligger vid Medelhavet vilket påverkar regionens klimat. Ändå är klimatet inte likadant i hela regionen.
- Typiskt medelhavsklimat: Finns efter norra kusten och mitt i regionen. Somrarna är långa, torra och varma med temperaturer över 30 grader Celsius. Vår och höst har mer nederbörd.
- Bergsklimat: Det typiska medelhavsklimatet påverkar de större delarna av inlandet, men i bergsområdena påverkar altituden både temperaturen och nederbörden. Vintrarna är kalla, somrarna är svalare än vid medelhavsklimat med mer nederbörd. Under vintrarna kommer nederbörden ofta i snö.
- Mycket torrt medelhavsklimat och torrt klimat: Detta klimat finns från norra Alicanteprovinsen till gränsen mot södra grannregionen Múrcia. Temperaturen är mycket hög under somrarna och på vintrarna kan det nå upp över 15 grader Celsius. Nederbörden är låg. I södra Alicanteprovinsen kan temperaturen nå 20 grader i februari. Somrarna är långa, torra och varma, och temperaturen kan ofta gå över 35 grader. Nederbörden faller mest på våren och hösten.

Som många andra regioner i Spanien har Valencia drabbats av omfattande skogsbränder under de torra och varma årstiderna.

## Politik
Valencia styrs av det generalförsamlingen Corts Valencianes för La Generalitat Valenciana, presidenten och den valencianska regeringen. Presidenten är även regeringschef. Den lagstiftande församlingen lyder under generalförsamlingen som representeras av 89 parlamentariker med säte i huvudstaden.
Varje provins har eget självstyre och beslut av provinsiell karaktär fattas oberoende av regionens parlament. Även varje kommun inom provinserna har ett visst mått av självstyre.

## Ekonomi

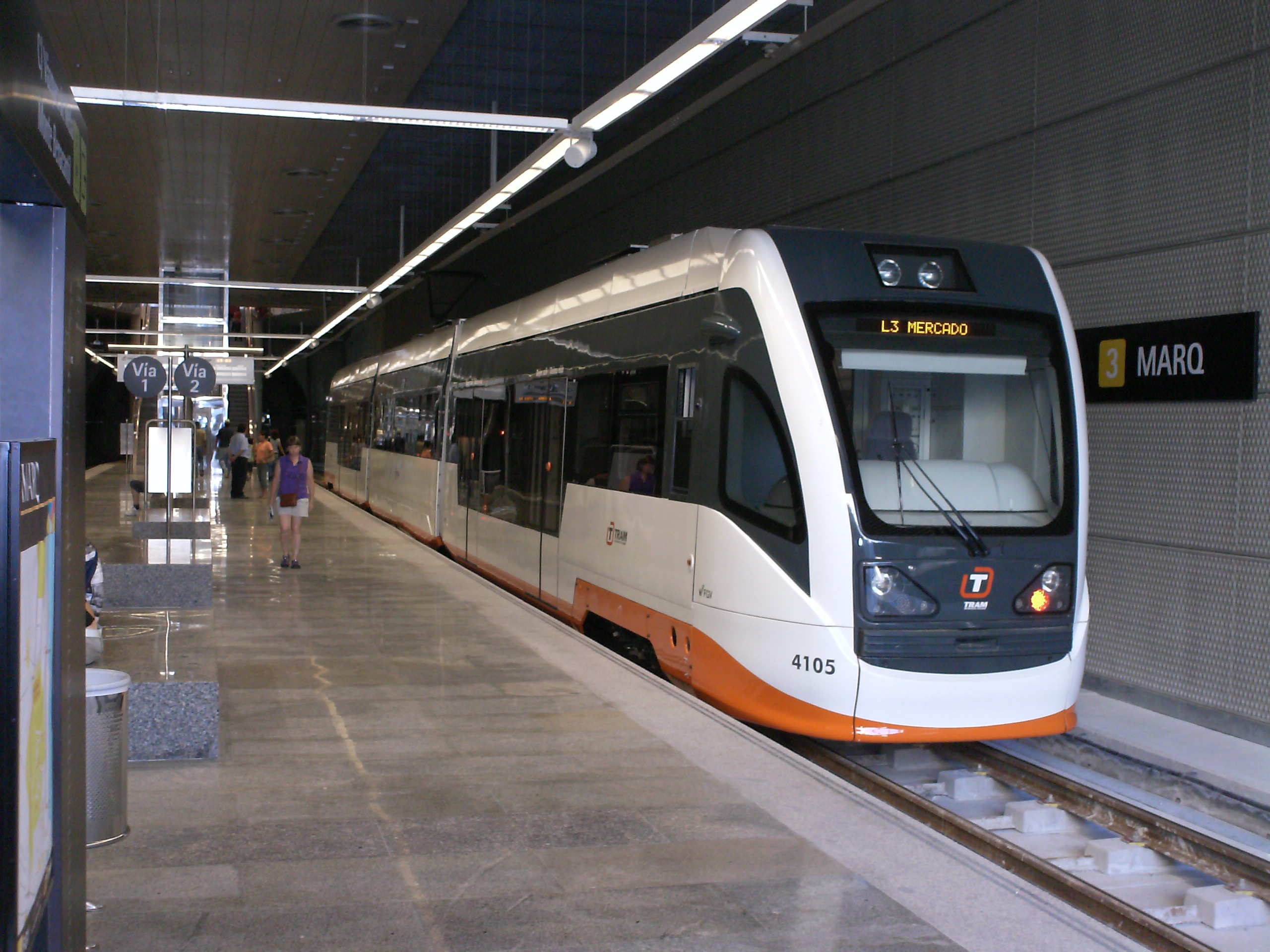
Alicantes tunnelbana

Valencia har en oregelbunden topografi vilket historiskt har gjort det svårt med kommunikationer samt att bruka marken i inlandet. Endast kustområdena hade förbindelser med övriga världen, antingen sjövägen över medelhavet eller landvägen genom Katalonien mot norr. Staden Valencias hamn har alltid varit viktig men inför arrangemanget av segeltävlingen Americas Cup år 2007 har den tidigare industrityngda hamnen fräschats upp och en större marina har tillkommit.
Medelhavsklimatet med lite regn gör naturresurserna knappa. Det finns ett behov av färskvatten och situationen är allvarligast i de sydliga delarna. Situationen löses genom restriktioner och vattenreservoarer, och det finns projekt på att leda vatten från floder, till exempel Ebrofloden strax norr om Valencia.
Turismen är en av de viktigaste inkomstkällorna men övrig näring inkluderar stora citrusfruktodlingar, vinodlingar, keramik och möbelindustri. Biltillverkaren Ford har en av sina fabriker i regionen.
År 2002 var regionens bidrag till nationens BNP 10,5% och 12% av exporten. Arbetslösheten var 10,5%, med en större andel kvinnor. Trots en ekonomisk kris mellan 1973 och 1985 är Valencia Spaniens näst största exportregion.

## Demografi

### Provinser
Historiskt har regionen varit indelad i comarques, och 1883 blev den, liksom övriga Spanien, indelad i provinser. Det finns 32 comarques och tre provinser – Castelló, València och Alacant.

### Större städer
- Valencia, 805 304 invånare
- Alicante (Alacant), 322 431 invånare
- Elche (Elx), 219 032 invånare
- Castelló de la Plana (Castellón de la Plana), 172 110 invånare
- Torrevieja, 92 034 invånare
- Orihuela, 77 979 invånare
- Gandia 74 827 invånare
- Torrente (Torrent), 74 616 invånare
- Benidorm, 67 627 invånare
- Sagunto (Sagunt), 62 702 invånare

## Kultur

### Festivaler
I många städer hålls varje år festivalen "Moros y Cristianos" till minne av slagen mellan muslimer och kristna under medeltiden. I mars varje år firas Les Falles i flera städer, framförallt i huvudstaden Valencia. Alicante är berömt för sin festival Hogueras de San Juan som hålls i juni. I augusti firas i Castelló Fiestas de la Magdalena och i Elx Misterio de Elche. I Bunyol (eller Buñol), som ligger omkring 40 kilometer väster om staden Valencia i riktning mot Madrid, äger sista onsdagen i augusti varje år världens största tomatkrig rum, La Tomatina.

### Övrigt
Från Valencia härstammar nationalrätten paella, baserad på ris. 
I Valencias spelas Pilota Valenciana, en bollsport som liknar den baskiska varianten pelota.